# Wróbel ubogi
Wróbel ubogi (Gymnoris pyrgita) – gatunek małego ptaka z rodziny wróbli (Passeridae). Ptak ten występuje w Afryce, według IUCN nie jest zagrożony wyginięciem.

## Zasięg występowania
Wróbel ubogi występuje w Afryce zamieszkując w zależności od podgatunku:
- G. p. pallida – południowa Mauretania i zachodni Senegal, na wschód bardzo niejednolicie do środkowego Sudanu
- G. p. pyrgita – Erytrea, Etiopia (z wyjątkiem zachodniej części) i Somalia, na południe do południowo-wschodniego Sudanu Południowego, północno-wschodniej Ugandy, Kenii i północnej Tanzanii

## Taksonomia
Gatunek po raz pierwszy opisał w 1862 roku niemiecki ornitolog Theodor von Heuglin, nadając mu nazwę Xanthodina pyrgita. Jako miejsce typowe odłowu holotypu Heuglin wskazał góry Bogos, na zboczach Barca Valley w Erytrei. Podgatunek pallida po raz pierwszy opisał w 1908 roku niemiecki ornitolog Oscar Neumann, bazując na okazie odłowionym w Shendi, nad Nilem Białym.
Dawniej takson ten był traktowany jako konspecyficzny z G. xanthocollis. Rozpoznano dwa podgatunki.

### Etymologia
Nazwa rodzajowa: gr. γυμνος gumnos „goły, nagi”; ῥις rhis, ῥινος rhinos „nozdrza”. Epitet gatunkowy: gr. πυργιτης purgitēs „wróbel”. Epitet pallida: łac. pallidus „blady, ziemisty”, od pallere „być bladym”.

## Morfologia
Długość ciała 15–16 cm; masa ciała 21–28,5 g. Podgatunek nominatywny jest nieregularnie popielato-szary do ziemisto-brązowego, z niewyraźną, wąską płową brwią, z białą obrączką oczną i ciemnobrązowym policzkiem; podbródek i gardło białawe, żółte plamy na śliniaku (często trudne do zobaczenia podczas obserwacji), pierś szarawa, reszta spodu ciała brudnobiała, brzuch jaśniejszy. Ogon jest koloru ciemnobrązowego z szarawo płowożółtymi krawędziami na zewnętrznych piórach. Tęczówka ciemnobrązowa, dziób różowawy, nogi niebieskie lub niebiesko-szare. Płci podobne w ubarwieniu, plamy na śliniaku u samic są czasami mniej wyraźne niż u samców. Młody ptak podobny jest do dorosłego, ale nieco bardziej brązowawy, z bardziej widoczną brwią i nieregularnie smugami na plecach. Podgatunek pallida jest bledszy i górne części ciała są koloru piaskowo-szarego.

## Ekologia
Wróbel ubogi jest gatunkiem koczowniczym (poza sezonem lęgowym) zamieszkującym suche sawanny, stepy bogate w akację (Acacia), otwarte lasy, ogrody i ziemię uprawną z drzewami; występuje do 1800 m n.p.m. Czasami odwiedza skaliste tereny, ale częściej spotykany na drzewach niż na ziemi. Odzywa się przenikliwym „tyit”, „tyeet” i „chillip” oraz wysokim, intensywnym ćwierkaniem „tlooey-tlooey” lub „cherp-cherp”; śpiewa naturalnym „chiew-chiew-chiew-chiew-tcheep”.
Wróbel ubogi żywi się jagodami drzewa z gatunku Salvadora persica, nasionami; spożywa również owady, w tym chrząszcze (Coleoptera). Pokarm zbiera na ziemi, ale prawdopodobnie również na drzewach. Owadów szuka na drzewach w sposób podobny do sikorek (Paridae). Podczas zdobywania pokarmu obserwowany w parach lub małych grupach; często w towarzystwie małych wikłaczy (Ploceidae).
Bardzo mało informacji dotyczących okresu lęgowego; w zachodnim zakresie występowania lęgi przypadają głównie na okres czerwiec–sierpień, w Somalii na maj i w Kenii i Tanzanii na marzec–kwiecień, zbiegając się z porą deszczową. Gniazdo wyściełane jest sierścią, piórami i innymi miękkimi materiałami, umieszczone w otworze w odgałęzieniu drzewa, pniu lub piaskowym urwisku. W zniesieniu 3–5 jaj.

## Status
W Czerwonej księdze gatunków zagrożonych Międzynarodowej Unii Ochrony Przyrody został zaliczony do kategorii LC (ang. Least Concern – najmniejszej troski). Globalna wielkość populacji nie jest znana, ale gatunek ten jest określany jako pospolity lub lokalnie pospolity. Populację wróbla ubogiego uważa się za stabilną z powodu braku dowodów na jakiekolwiek spadki lub inne, istotne zagrożenia.